# Kołodziejówka (obwód tarnopolski)
Kołodziejówka (ukr. Колодіївка, Kołodijiwka) – wieś na Ukrainie, w obwodzie tarnopolskim, w rejonie tarnopolskim. W 2001 roku liczyła 1110 mieszkańców.

## Historia
Założona w 1580 roku. Wieś królewska położona była w pierwszej połowie XVII wieku w województwie podolskim.
W 1880 roku mieszkało w niej 866 rzymskich katolików i 919 grekokatolików. Rzymscy katolicy nie mieli kościoła we wsi, należeli do parafii pw. św. Anny w Skałacie. Grekokatolicy mieli cerkiew we wsi. W 1907 roku rzymscy katolicy zbudowali we wsi filialny kościół pw. św. Stanisława Kostki.
W II Rzeczypospolitej miejscowość była siedzibą gminy wiejskiej Kołodziejówka w powiecie skałackim województwa tarnopolskiego, a także siedzibą parafii rzymskokatolickiej. 
W 1921 roku Kołodziejówka liczyła 1790 mieszkańców, w tym 916 rzymskich katolików, 853 grekokatolików i 21 wyznania mojżeszowego.
Do 2020 w rejonie podwołoczyskim.

## Świątynie
- cerkiew pw. św. Dymitra z 1904 roku[6]
- klasztor studytów, przeniesiony z Rzymu przez kard. Lubomyra Huzara[6]
- kościół rzymskokatolicki pw. św. Stanisława. Rąkowski podaje, że po II wojnie światowej pozostawał zamknięty, a na początku XXI wieku został zwrócony wiernym i odnowiony[6]. Według strony internetowej Archidiecezji Lwowskiej kościół został zburzony przez władze sowieckie, a wierni zbudowali nowy kościół w latach 90[3][7].

## Ludzie
- Iwo Czeżowski SJ (1814–1889) – misjonarz ludowy[8].